# الناحية المركزية (مقاطعة بردسير)
الناحية المركزية لمقاطعة بردسير (بالفارسية: بخش مرکزی شهرستان بردسیر) هي ناحية في مقاطعة بردسير التابعة لمحافظة كرمان في إيران. في تعداد عام 2006، كان عدد سكانها 75,070 نسمة في 16,423 عائلة. فيها ثلاث مدن هي: بردسير وغلزار ونغار وأربعة أقسام ريفية هي: قسم غلزار الريفي وقسم كوه بنج الريفي وقسم مشيز الريفي وقسم نغار الريفي.